# Henri de Bourbon (1545-1560)
Pour l’article homonyme, voir Henri de Bourbon.
Henri de Bourbon (1545-1560) est le fils unique de Charles de Bourbon et de Philippes de Montespedon.
Étant un descendant agnatique de Louis IX, il est prince de sang.
Après avoir fait une chute de cheval, il est tué accidentellement par Robert de La Marck qui ayant accouru l'écrasa faute d'avoir su arrêter à temps sa monture. Le marquis était alors âgé de 15 ans.